# Vua sư tử
Vua sư tử (tiếng Anh: The Lion King) là phim hoạt hình thứ 32 của hãng hoạt hình Walt Disney, công chiếu vào năm 1994. Bộ phim đã nhận được rất nhiều lời khen ngợi về cốt truyện, nội dung giàu tính triết lý và âm nhạc, nhận được 92% đánh giá tích cực trên trang web phê bình điện ảnh Rotten Tomatoes. Bộ phim đạt được thành công to lớn về mặt doanh thu và hiện đứng thứ 14 trong danh sách các bộ phim có doanh thu cao nhất mọi thời đại với 952 triệu USD (2011). Nó vẫn là bộ phim hoạt hình vẽ tay truyền thống có doanh thu cao nhất, cũng là bộ phim hoạt hình có doanh thu cao thứ hai trong lịch sử, sau Câu chuyện đồ chơi 3 (một bộ phim hoạt hình vi tính 3D).
Lấy bối cảnh thiên nhiên hoang dã của Phi Châu, bộ phim đã xây dựng nên cả một xã hội có tổ chức của thế giới loài vật. Trong xã hội ấy cũng có những mâu thuẫn, cũng có tranh chấp và có cả tình yêu như thế giới loài người.

## Nội dung
Nhân vật chính của Vua sư tử là chú sư tử con Simba, con trai của Mufasa, vị vua đang thống trị thế giới hoang dã ở đây. Cuộc sống hạnh phúc yêu đời bên cạnh cha mẹ và cô bạn Nala của cậu sớm chấm dứt khi người chú ruột Scar (mặt sẹo) có âm mưu cướp ngai vàng của cha cậu. Scar đã sắp đặt sẵn một kế hoạch tàn bạo, phối hợp với bầy linh cẩu hoang dàn dựng nên một cuộc chạy trốn tán loạn của vô vàn con linh dương rồi để cho Simba bị mắc kẹt trong đó. Để cứu con trai, vị vua của muôn loài đã phải hi sinh thân mình. Vừa tiêu diệt được đối thủ, vừa gây nên sự ân hận trong người cháu ruột bé nhỏ Simba, Scar đã đạt được mục tiêu của mình. Scar xô Mufasa rơi xuống núi, và nói trước khi Mufasa chết: "Đức vua vạn tuế!". Mufasa rơi khỏi dãy núi và chết vì bị dẫm đạp trong hỗn loạn.
Simba bé bỏng ra đi với nỗi ân hận vô bờ về cái chết của cha, cậu trở nên suy sụp tinh thần chẳng buồn tranh chấp ngai vàng và quyền cai trị vương quốc. Còn Scar ngay lập tức lấy danh là người cuối cùng của dòng tộc lên ngôi vua và bắt tay với bọn linh cẩu làm loạn cả thảo nguyên. Cuộc sống trở nên tồi tệ hết sức, không còn những khung cảnh tươi xanh, không còn những dòng suối mát, không còn tiếng ca hát vui tươi. Nơi đây chỉ còn một không khí ảm đạm chết chóc.
Simba đi lang thang, kết bạn với lợn rừng Pumbaa và chồn đất Timon, sống một cuộc sống tự do tự tại đến tận lúc trưởng thành. Thời gian dường như xóa nhòa vết thương trong lòng Simba, cậu không còn quá nặng nề với cái chết của người cha đáng kính. Nhưng dường như có gì thôi thúc trong lòng, một cái gì đó như là trách nhiệm khi thấy mình đã lớn, Simba muốn quay về quê hương. Cuộc "hội ngộ" với cha đã khiến Simba càng muốn trở về cứu vương quốc. Trở lại nơi chôn rau cắt rốn, Simba quặn lòng khi thấy hình ảnh tươi đẹp không còn nữa, chỉ còn cảnh điêu tàn với sự hoành hành của bọn linh cẩu gian ác. Cuộc hội ngộ với mẹ và Nala yêu quý đã giúp Simba thêm sức mạnh chiến đấu chống lại Scar và bè lũ linh cẩu. Simba đã chiến thắng và tiếp nối trị vì vương quốc cha cậu đã xây dựng nên. Cuộc sống yên bình đã trở lại nơi đây, muông thú lại hát ca, suối nước lại róc rách, cây cối lại tươi xanh và ánh nắng chan hòa khắp nơi.

## Nhân vật trong phim
- Simba - Con trai của Mufasa, vua sư tử tương lai
- Nala - Cô bé sư tử xinh xắn, bạn thân và là vợ tương lai của Simba
- Mufasa - Vua sư tử cai trị muôn loài
- Sarabi - Vợ của Mufasa
- Scar (mặt thẹo)- Em trai của Mufasa, một kẻ độc ác và nham hiểm
- Rafiki - Khỉ đầu chó thông thái, cánh tay phải của Mufasa
- Zazu - Chú chim đưa tin, cận thần đắc lực của Mufasa
- Timon - Chú chồn đất lém lỉnh, người giúp đỡ Simba khi loạn lạc
- Pumbaa - Chú lợn rừng tốt bụng, bạn thân thiết của Timon
- Shenzi, Banzai và Ed - Ba con linh cẩu, tay sai của Scar

## Phát hành

### Doanh thu
Vua Sư Tử sớm trở thành một huyền thoại về doanh thu của Disney. Bộ phim đã thu về hơn 312 triệu USD tại khu vực Bắc Mỹ và hơn 722 triệu USD trên toàn thế giới, trở thành phim có doanh thu cao nhất của năm 1994 và cũng là phim hoạt hình có doanh thu cao nhất trong lịch sử cho đến khi được thay thế bởi Câu Chuyện Đồ Chơi 3 vào năm 2010.

### Tái phát hành
Do thành công quá lớn về cả doanh thu lẫn giá trị nghệ thuật, hãng Walt Disney quyết định tái phát hành bộ phim vào năm 2002 với chuẩn hình ảnh công nghệ cao IMAX trong phạm vi giới hạn tại một số rạp nhất định. Trong lần phát hành thứ hai này bộ phim thu về 15.686 triệu USD ở khu vực Bắc Mỹ.
Tháng 9, 2011 Vua Sư Tử được phát hành lại một lần nữa nhưng dưới định dạng 3D và thu về hơn 73 triệu USD trên toàn thế giới. Thành công một lần nữa về mặt doanh thu của Vua Sư Tử khiến Disney quyết định 3D hóa và tái phát hành các tác phẩm kinh điển khác của hãng như Người đẹp và quái vật, Nàng tiên cá,...